# Erupció de Coca-Cola Light i Mentos

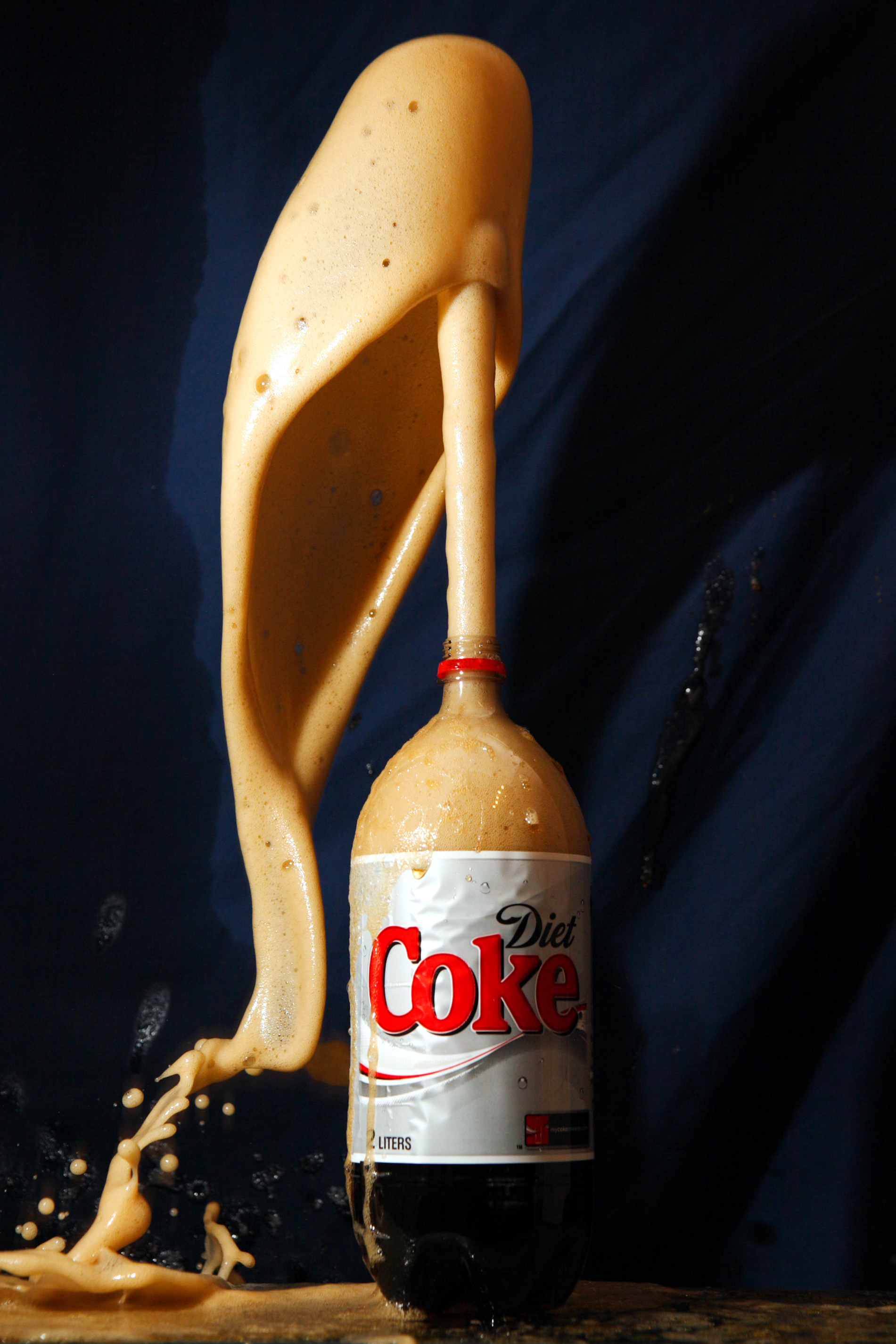
Una ampolla de 2 litres de Coca Cola Light just després que d'introduir-hi un Mentos en el seu interior

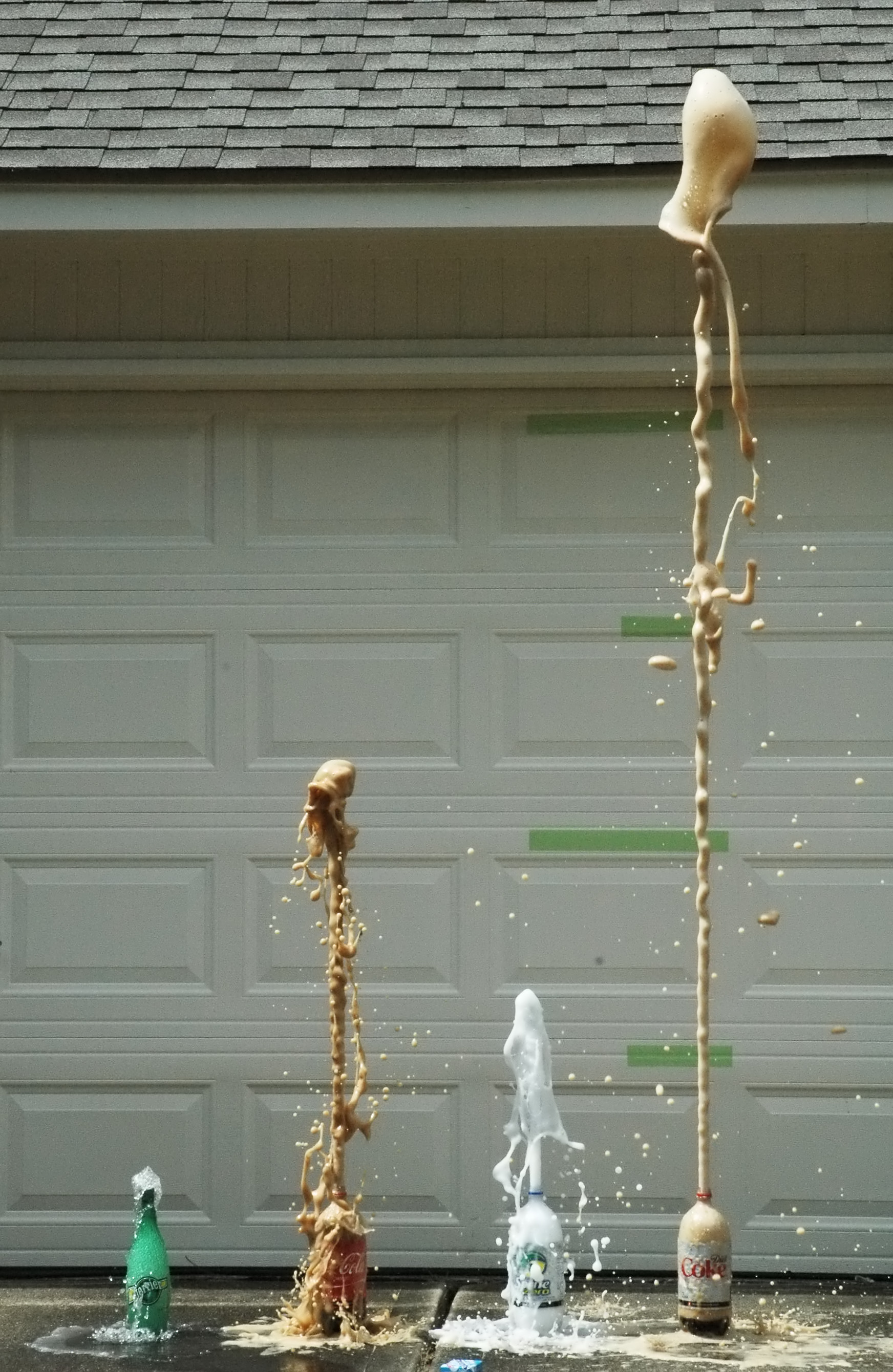
D'esquerra a dreta: la reacció de cinc Mentos (per ampolla) amb Perrier, Coca-Cola clàssica, Sprite i Coca-Cola Light

Una erupció de Coca-Cola Light i Mentos (coneguda també com a erupció de Mentos o guèiser de cola) és una reacció entre begudes carbonatades, generalment Coca-Cola Light, i els caramels Mentos que causa que la beguda sigui expulsada del seu envàs. El gas alliberat pels dolços crea una erupció que empeny la major part de el líquid fora de l'ampolla. El professor de química Lee Marek va ser el primer a demostrar l'experiment per televisió l'any 1999. La demostració televisiva de l'erupció per part de Steve Spangler es va tornar viral a YouTube, i va provocar durant el 2005 una reacció en cadena d'altres vídeos que experimentaven amb Coca Cola i Mentos.

## Història
Als anys 80, els caramels Life Savers Wint-O-Green eren usats per crear guèisers de gasosa. Els tubs del caramel es lligaven a un neteja-pipes i es deixaven caure sobre la beguda, cosa que provocava l'erupció. A finals dels anys 90, els productors dels caramels van augmentar la mida de les mentes perquè no poguessin cabre a la boca de les ampolles. Els professors de ciència van descobrir que els caramels Mentos tenien el mateix efecte en ser deixats anar en una ampolla de beguda carbonatada.
El professor de química Lee Marek, acompanyat dels «nens científics de Marek», van realitzar l'experiment de Coca-Cola Light i Mentos durant un episodi de Late Show with David Letterman el 1999. El març de 2002, el divulgador científic Steve Spangler, ho va demostrar per a la cadena KUSA-TV de Denver. El guèiser de Coca-Cola i Mentos es va convertir en una sensació d'Internet durant l'any 2005 i va ser objecte d'estudi per al programa televisiu MythBusters en 2006. Spangler va signar un contracte de llicència amb Perfetti Van Melle, l'empresa productora de Mentos, després de crear un aparell que buscava facilitar la caiguda del caramel a l'ampolla per produir el guèiser. Amazing Toys, l'empresa de joguines de Spangler, va llançar aquest disseny com les joguines Geyser Tube al febrer de 2007. A l'octubre de 2010, es va assolir un rècord Guinness de 2865 guèisers simultanis en un esdeveniment organitzat per Perfetti Van Melle en el complex Mall of Asia Arena, a la ciutat filipina de Manila. Aquest rècord es va vèncer posteriorment al novembre de 2014 en un altre esdeveniment organitzat per Perfetti Van Melle i Chupa Chups a Lleó, a l'estat mexicà de Guanajuato, on es va aconseguir realitzar 4334 fonts de Mentos i gasosa.

## Causa
L'erupció és causada per una reacció física, més que per una de química. En afegir els Mentos es genera una ràpida nucleació de les bombolles de diòxid de carboni que es precipiten fora de la solució:

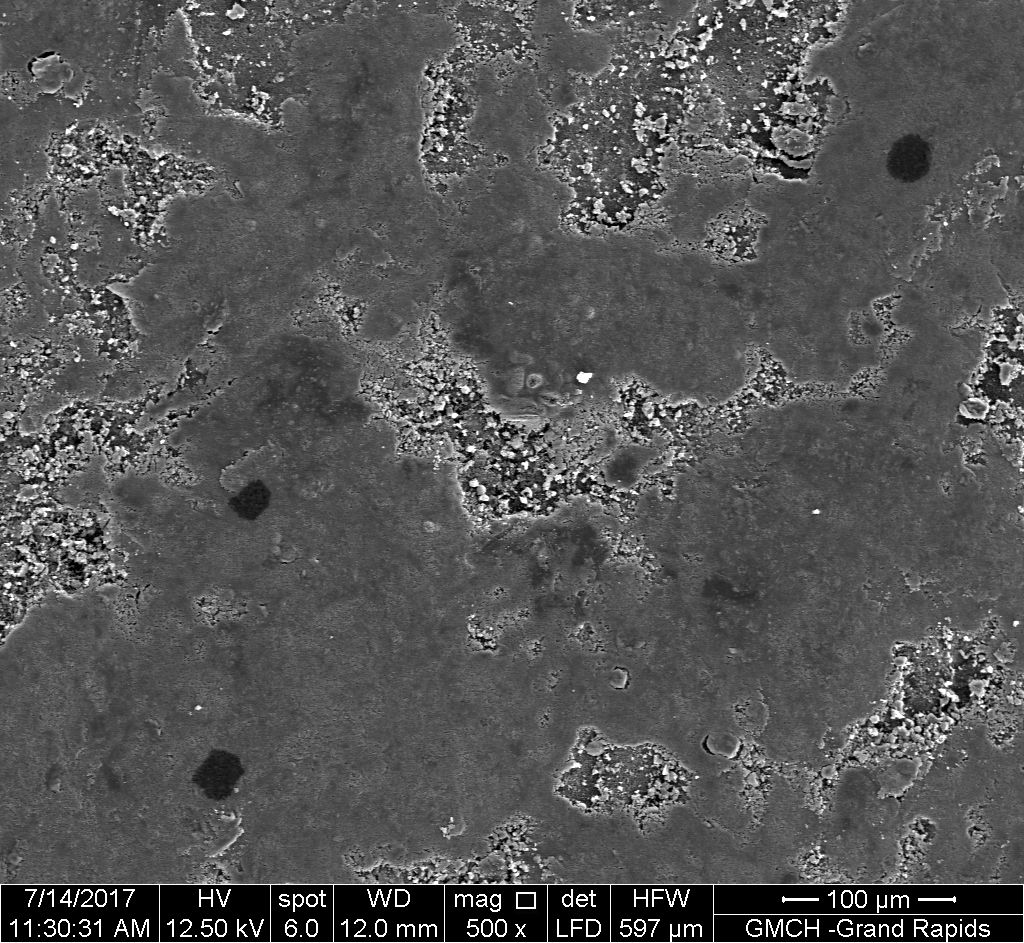
La superfície d'una caramel de Mentos vista a través d'un microscopi electrònic de rastreig

La conversió de diòxid de carboni de dissolt a gasós forma bombolles de gas que s'expandeixen ràpidament a la beguda, empenyent el seu contingut fora de l'envàs. Els gasos, en general, són més solubles en líquids a pressions altes, i les begudes carbonatades contenen un nombre elevat de diòxid de carboni sota pressió. La solució es torna sobresaturada amb diòxid de carboni quan l'ampolla s'obre i la pressió s'allibera. Sota aquestes condicions, el diòxid de carboni comença a precipitar de la solució, formant bombolles de gas.
{\displaystyle {\ce {CO2(ac) -> CO2(g)}}}
Normalment, aquest procés és relativament lent, ja que l'energia d'activació que requereix és alta. L'energia d'activació per a un procés com la nucleació de bombolles depèn d'on es forma la bombolla. És més alta quan es forma en el líquid en si (nucleació homogènia) i més baixa quan es forma en una altra superfície (nucleació heterogènia). Quan la pressió s'allibera d'una ampolla de gasosa, les bombolles tendeixen a formar-se als costats de la mateixa. Però com que és una superfície regular i neta, l'energia d'activació segueix sent relativament alta i el procés, lent. L'addició d'altres llocs de nucleació aporta un camí alternatiu perquè la reacció passi amb nivells més baixos d'activació, com un catalitzador. Per exemple, deixar anar grans de sal o sorra a la solució redueixen la seva energia d'activació i incrementen la velocitat de precipitació de diòxid de carboni.
Les característiques físiques de la pastilla de Mentos (rugositat de la superfície, fàcil dissolució en el líquid, etc.) tenen l'efecte de reduir de manera dràstica l'energia d'activació per a la formació de bombolles de diòxid de carboni, de manera que la velocitat de nucleació es torna extremadament alta. S'ha descobert que l'energia d'activació per a l'alliberament de diòxid de carboni de la Coca Cola Light per l'addició de Mentos és de 25 kJ mol -1. Aquesta formació de diòxid de carboni gasós dins de l'aigua, que a causa del seu enllaç d'hidrogen i la seva alta tensió superficial busca mantenir una matriu connectada de molècules, causa que l'aigua es faci escuma i genera la naturalesa similar a erupció o «guèiser» de l'efusió. El procés d'escuma es veu ajudat per la presència d'additius alimentaris com el benzoat de potassi, aspartam, sucres i saboritzants de la Coca-Cola Light, i la gelatina i goma aràbiga dels caramels Mentos, els quals influeixen fins a quin grau l'aigua pot fer-se escuma.
La reacció de nucleació pot començar amb qualsevol superfície heterogènia, com a sal de roca, però s'ha comprovat que els Mentos funcionen millor que la majoria. Tonya Coffey, física de la Appalachian State University, va descobrir que l'aspartam de les begudes dietètiques redueix la tensió superficial de l'aigua i causa una major reacció, i que la cafeïna no accelera el procés. S'ha demostrat també que una àmplia varietat d'additius de les begudes com sucres, àcid cítric i saboritzants naturals pot augmentar l'alçada dels guèisers. En alguns casos, sòlids dissolts que eleven la tensió superficial de l'aigua també generen el mateix augment. Aquests resultats suggereixen que els additius serveixen per millorar l'altura dels guèisers no per la disminució de la tensió superficial, sinó per la reducció de la unió de les bombolles. Una coalescència de bombolles reduïda porta a bombolles de menor grandària, i a la capacitat de més escuma en l'aigua. Per això, la reacció de guèiser encara funcionaria usant begudes ensucrades, però normalment es fan servir dietètiques, tant per aconseguir una reacció més gran,com per a una major facilitat de neteja.